# Storsjön (Häggdångers socken, Ångermanland)
Storsjön är en sjö i Härnösands kommun, Ångermanland och Timrå kommun, Medelpad och ingår i Gådeån-Indalsälvens kustområde. Sjön har en area på 3,06 kvadratkilometer och ligger 63,1 meter över havet. Sjön avvattnas av vattendraget Norrån. Vid provfiske har bland annat abborre, braxen, gädda och löja fångats i sjön.

## Delavrinningsområde
Storsjön ingår i det delavrinningsområde (693835-159517) som SMHI kallar för Utloppet av Storsjön. Medelhöjden är 82 meter över havet och ytan är 14,12 kvadratkilometer. Räknas de 3 avrinningsområdena uppströms in blir den ackumulerade arean 36,09 kvadratkilometer. Avrinningsområdets utflöde Norrån mynnar i havet. Avrinningsområdet består mestadels av skog (66 procent). Avrinningsområdet har 3,04 kvadratkilometer vattenytor vilket ger det en sjöprocent på 21,5 procent.

## Fisk
Vid provfiske har följande fisk fångats i sjön:
- Abborre
- Braxen
- Gädda
- Löja
- Mört